# Армяно-канадские отношения
Армяно-канадские отношения — двусторонние дипломатические отношения между Арменией и Канадой. Страны являются членами Организации Объединённых Наций и Франкофонии.

## История
Канада признала Армению вскоре после распада Советского Союза в 1991 году. В 1992 году страны официально установили дипломатические отношения. В 1997 году Канада открыла в Ереване почётное консульство. Посольство Канады в Москве представляет интересы страны и в Армении. В 1995 году Армения открыла посольство в Оттаве.
В 1999 году между странами было подписано несколько соглашений, такие как: Соглашение о торговле и коммерции; Соглашение о поощрении и защите инвестиций, Соглашение об избежании двойного налогообложения и предотвращении уклонения от налогообложения в отношении налогов на доходы и капитал.
Министерство международного сотрудничества Канады предоставляет финансовую помощь Армении через региональные проекты. Кроме того, Канадским фондом руководит посольство Канады в Москве в областях, включающих наращивание потенциала торговой политики, развитие сельских районов, проекты в области здравоохранения и экологические программы в Армении.
В 2006 году Канада официально признала геноцид армян. В октябре 2018 года премьер-министр Канады Джастин Трюдо посетил Армению для участия в 17-м саммите организации Франкофония. В ходе визита Джастин Трюдо встретился с президентом Армении Арменом Саркисяном и премьер-министром Николом Пашиняном для дальнейшего укрепления отношений между странами.

## Торговля
В 2017 году объём товарооборота между странами составил 35,7 млн. долларов США. Экспорт Армении в Канаду: драгоценные металлы и камни, текстильные изделия. Экспорт Канады в Армению: продукты питания, машинное оборудование, а также химическая продукция.

## Дипломатические представительства
- Армения содержит посольство в Оттаве[5].
- Интересы Канады в Армении представлены через посольство в Москве[6] и через почётное консульство в Ереване[7].